# Tommy Felline
Tommy Felline (eigenlijke achternaam: Fellini) (ca. 1900) was een Amerikaanse banjospeler en gitarist in de jazz.

## Biografie
Tommy Felline was vanaf het midden van de jaren '20 van de twintigste eeuw lid van studiogroepen van Jimmy en Tommy Dorsey, Adrian Rollini en Irving Brodsky, zoals de Kentucky Blowers, de California Ramblers, Varsity Eight, The University Six, The Little Ramblers, The Dixie Players, The Seven Hot Air-Men en The Goofus Five. Verder werkte hij in die tijd met Sam Lanin, Fred Rich, Ted Wallace en Jay C. Flippen en begeleidde vokalisten als Al Bernard, Chick Bullock, Annette Hanshaw, Irving Kaufman, Bill Murray en Viola McCoy. In het begin van de jaren '30 speelde hij bij Bert Lown and His Hotel Biltmore Orchestra  („Were You Sincere?“/„I’ve Found What I Wanted in You“,  Victor 22653), Miff Mole („Moanin’ Low“), Red Nichols en Ben Selvin daarna is niets meer van hem vernomen. In de jazz nam hij in de periode 1924-1936 deel aan 340 opnamesessies.